# Marais de la haute Versoix et de Brou
Marais de la haute Versoix et de Brou este o arie protejată (sit de importanță comunitară — SCI) din Franța întinsă pe o suprafață de 61 ha, integral pe uscat.

## Localizare
Centrul sitului Marais de la haute Versoix et de Brou este situat la coordonatele 46°21′46″N 6°09′41″E / 46.36278°N 6.16139°E.

## Înființare
Situl Marais de la haute Versoix et de Brou a fost declarat arie specială de conservare în baza directivei 92/43 din 1992 referitoare la conservarea habitatelor naturale și a faunei și florei sălbatice pentru a proteja 1 specie de plante și 8 specii de animale.

## Biodiversitate
Situată în ecoregiunea continentală, aria protejată conține 7 habitate naturale: Fânețe de joasă altitudine (Alopecurus pratensis, Sanguisorba officinalis), Pajiști cu Molinia pe soluri calcaroase, turboase sau argilos-nămoloase (Molinion caeruleae), Mlaștini calcaroase cu Cladium mariscus și specii de Caricion davallianae, Păduri aluvionare cu Alnus glutinosa și Fraxinus excelsior (Alno-Padion, Alnion incanae, Salicion albae), Mlaștini alcaline, Ape puternic oligomezotrofe cu vegetație bentonică cu Chara spp., Izvoare petrifiante cu formare de travertin (Cratoneurion).
La baza desemnării sitului se află mai multe specii protejate:
- plante (1): moșișoare (Liparis loeselii)
- amfibieni (1): izvoraș-cu-burta-galbenă (Bombina variegata)
- mamifere (2): castor (Castor fiber), liliac comun (Myotis myotis)
- nevertebrate (5): Austropotamobius pallipes, Euplagia quadripunctaria, fluturele purpuriu (Lycaena dispar), Phengaris nausithous, Phengaris teleius

Pe lângă speciile protejate, pe teritoriul sitului au mai fost identificate 7 specii de plante, 5 specii de păsări, 1 specie de amfibieni, 1 specie de mamifere, 1 specie de nevertebrate.